# Лев VIII
Лев VIII (лат. Leo; ? — 1 березня 965, Рим, Папська держава) — сто тридцять другий папа Римський (6 грудня 963 — 1 березня 965), за походженням римлянин. Був обраний папою синодом, скликаним імператором Священної Римської імперії Оттоном I Великим, на якому було позбавлено престолу папу Івана XII. Іван утік з Рима, проте повернувся туди після від'їзду імператора, змусивши рятуватись втечею Лева. Оттон I Великий вирішив знову прибути до Рима, проте Іоанна було вбито до його приїзду.
Після смерті Іоанна XII римляни обрали папою Бенедикта V, проте Оттон I Великий настояв на кандидатурі Лева. Бенедикта було вислано до Гамбурга. 
Вважається, що Лев був папою з липня 964 року до своєї смерті.